# MY Raven
Le MY Raven est un  navire à passagers opérant pour la Ullswater 'Steamers' sur le lac Ullswater situé dans le parc national du Lake District, Comté de Cumbria. Il a été construit en 1889 comme bateau à vapeur, mais a été converti au diesel en 1934.

Il est enregistré comme bateau du patrimoine maritime du Royaume-Uni par le National Historic Ships UK  depuis 1993 et au registre de la National Historic Fleet.

## Histoire
Le Raven a été construit, comme son ancien sister-ship MY Lady of the Lake, par T.S. Seath & Co. de Rutherglen près de Glasgow en 1889 pour la Ullswater Steam Navigation Company, prédécesseur des propriétaires actuels. Il peut transporter 150 passagers et il est le plus grand navire de la flotte Ullswater 'Steamers'.

Il a été transporté par voie terrestre jusqu'à Ullswater, où il a été lancé le 11 juillet 1889. Il a été commandé à la demande de Thomas Cook en réponse à la popularité croissante de Ullswater en tant que destination touristique.
En 1912, Raven a servi temporairement de yacht royal  lorsque l'empereur allemand Guillaume II a visité Ullswater lors de son séjour avec le 5e Comte de Lonsdale Hugh Lowther au château de Lowther. Ses ponts furent peints en jaune, pour l'occasion, la couleur personnelle du comte.   

En 1934, Raven a été équipé de moteurs diesel jumeaux.